# Конструкция Штейнера
Конструкция Штейнера — способ определения невырожденного конического сечения в проективной плоскости над полем.
Была предложена швейцарским математиком Якобом Штейнером.

## Конструкция
- Пусть даны два пучка прямых {\displaystyle B(U),B(V)} в точках {\displaystyle U,V} (все прямые, содержащие {\displaystyle U} и {\displaystyle V} соответственно) и проективное, но не перспективное отображение {\displaystyle \pi } из {\displaystyle B(U)} в {\displaystyle B(V)}. Тогда точки пересечения соответствующих прямых образуют невырожденное проективное коническое сечение[1][2][3][4] (изображение 1)

Перспективное отображение {\displaystyle \pi } пучка {\displaystyle B(U)} в пучок {\displaystyle B(V)} — это биекция, такая, что соответствующие прямые пересекаются на фиксированной прямой {\displaystyle a}, называемой осью перспективного отображения {\displaystyle \pi } (изображение 2).
Проективное отображение — это композиция конечного числа перспективных отображений.
Примеры часто используемых полей — это действительные числа {\displaystyle \mathbb {R} }, рациональные числа {\displaystyle \mathbb {Q} } и комплексные числа {\displaystyle \mathbb {C} }. Конструкция также работает над конечными полями, давая примеры в конечных проективных плоскостях.
Замечание:
Основная теорема для проективных плоскостей утверждает, что проективное отображение в проективной плоскости над полем однозначно определяется образами трёх прямых. Это значит, что для конструкции Штейнера, кроме двух точек {\displaystyle U,V} должны быть заданы только образы трёх прямых. Поскольку образ прямой однозначно определяется точкой пересечения с образом, отсюда следует, что коника однозначно определяется пятью лежащими на ней точками.

## Пример
В следующем примере известны образы трёх прямых {\displaystyle a,u,w} (см. изображение 3): {\displaystyle \pi (a)=b,\pi (u)=w,\pi (w)=v}. Проективное отображение {\displaystyle \pi } является композицией перспективных отображений {\displaystyle \pi _{b},\pi _{a}}: 1) {\displaystyle \pi _{b}} — это перспективное отображение пучка в точке {\displaystyle U} на пучок в точке {\displaystyle O} с осью {\displaystyle b}. 2) {\displaystyle \pi _{a}} — это перспективное отображение пучка в точке {\displaystyle O} на пучок в точке {\displaystyle V} с осью {\displaystyle a}.
Нужно проверить, что {\displaystyle \pi =\pi _{a}\pi _{b}} обладает следующими свойствами: {\displaystyle \pi (a)=b,\pi (u)=w,\pi (w)=v}. Таким образом, для произвольной прямой {\displaystyle g} может быть построен её образ {\displaystyle \pi (g)=\pi _{a}\pi _{b}(g)}. Прямые {\displaystyle u} и {\displaystyle v} содержат только точки коники {\displaystyle U} и {\displaystyle V} соответственно. Следовательно, {\displaystyle u} и {\displaystyle v} являются касательными к построенной конике.
Доказательство того, что этот метод позволяет построить конику, производится путём перехода к аффинной карте, в которой прямая {\displaystyle w} является бесконечно удалённой прямой, точка {\displaystyle O} — началом координат, точки {\displaystyle U,V} — точками на бесконечности, соответствующими осям x и y соответственно. и точка {\displaystyle E=(1,1)}. Аффинная часть построенной коники оказывается гиперболой {\displaystyle y=1/x}.

## Построение Штейнера двойственной коники

### Определения
При переходе к двойственной проективной плоскости меняются местами слова «точка» и «прямая» и операции пересечения прямых и соединения точек. Двойственная проективная плоскость также является проективной плоскостью и на ней можно ввести однородные координаты. Невырожденное конической сечение в двойственной проективной плоскости также определяется квадратичной формой.
Двойственная коника может быть построена двойственным методом Штейнера:
- Пусть даны прямые {\displaystyle u,v} и проективное, но не перспективное отображение {\displaystyle \pi } из {\displaystyle u} в {\displaystyle v}. Тогда прямые, соединяющие соответственные точки, образуют двойственное невырожденное проективное коническое сечение.

Перспективное отображение {\displaystyle \pi } множества точек на прямой {\displaystyle u} на множество точек на прямой {\displaystyle v} — это биекция, такая, что прямые, соединяющие соответственные точки, пересекаются в фиксированной точке {\displaystyle Z}, которая называется центром перспективного отображения {\displaystyle \pi } (см. изображение).
Проективное отображение — это композиция конечного числа перспективных отображений.
В случае, когда основное поле имеет характеристику 2, все касательные коники пересекаются в точке, называемой узлом (или ядром) коники. Следовательно, коника, двойственная к невырожденной конике, является подмножеством двойственной прямой, а не овальной кривой (в двойственной плоскости). Так что двойственная коника является невырожденной только в том случае, когда характеристика основного поля не равна 2.

### Пример
В следующем примере известны образы трёх точек {\displaystyle A,U,W}: {\displaystyle \pi (A)=B,\,\pi (U)=W,\,\pi (W)=V}. Проективное отображение {\displaystyle \pi } может быть представлено как композиция перспективных отображений {\displaystyle \pi _{B},\pi _{A}}:
1) {\displaystyle \pi _{B}} — это перспективное отображение множества точек на прямой {\displaystyle u} на множество точек на прямой {\displaystyle o} с центром {\displaystyle B}.
2) {\displaystyle \pi _{A}} — это перспективное отображение множества точек на прямой {\displaystyle o} на множество точек на прямой {\displaystyle v} с центром {\displaystyle A}.
Лекгко проверяется, что отображение {\displaystyle \pi =\pi _{A}\pi _{B}} удовлетворяет {\displaystyle \pi (A)=B,\,\pi (U)=W,\,\pi (W)=V}. Таким образом, для произвольной точки {\displaystyle G} может быть построен её образ {\displaystyle \pi (G)=\pi _{A}\pi _{B}(G)} и прямая {\displaystyle {\overline {G\pi (G)}}} является элементом двойственной коники.